# Бетеев, Сослан Валерьевич
Сослан Валерьевич Бетеев родился (15 июня 1995, Владикавказ) - российский футбольный тренер
Тренерскую карьеру начал в 2016 году, до 2020 года работал в различных ДЮСШ Республики Северная Осетия-Алания
с 2020 года тренер юношей 2006 г.р в "Академия Футбола Алания" г.Владикавказ
11 сентября 2023 года бы приглашен на должность главного тренера ФК "Алания-2" выступающей в Леон-Вторая Лига Б, из-за отсутствия лицензии де-факто главным тренером являлся помощник Дмитрий Маргиев
В ноябре 2023 года после отставки Олега Василенко с должности главного тренера ФК "Алания" г.Владикавказ готовил команду к заключительному матчу первого круга, первенства ФНЛ с тольяттинским ФК "Акрон". Игра завершилась со счетом 1:11
В июне 2024 года после увольнения Евгения Калешина с поста главного тренера ФК "Алания" г.Владикавказ, назначен и.о главного тренера
С 14 июня по 16 сентября 2024 года главный тренер ФК"Алания" г.Владикавказ. из-за отсутствия лицензии де-факто главным тренером являлся Султан Тазабаев. 16 сентября уволен из-за неудовлетворительных результатов. При Бетееве команда сыграла 10 матчей, 2 победы 3 ничьи и 5 поражений